# Armee-Oberkommando in Ostasien

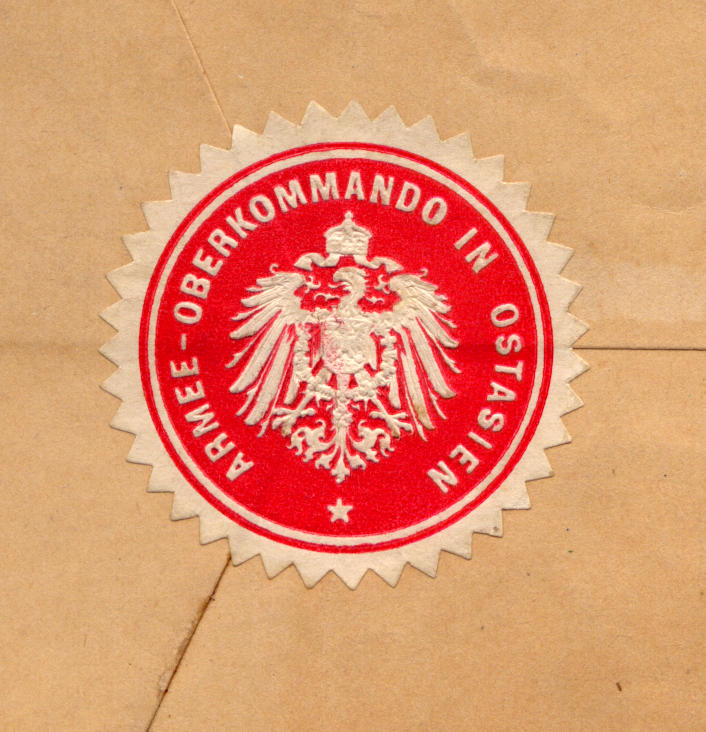
Siegel des „Armee-Oberkommandos in Ostasien“, Rückseite eines Briefumschlags (1901)

Das Armee-Oberkommando in Ostasien war eine Kommandobehörde des deutschen Heeres während des Boxeraufstandes (1900–1901). Es existierte nur wenige Monate, um die Einsätze der US-amerikanischen, deutschen, englischen, französischen, italienischen, japanischen und russischen Truppen zu koordinieren und zu führen.

## Geschichte

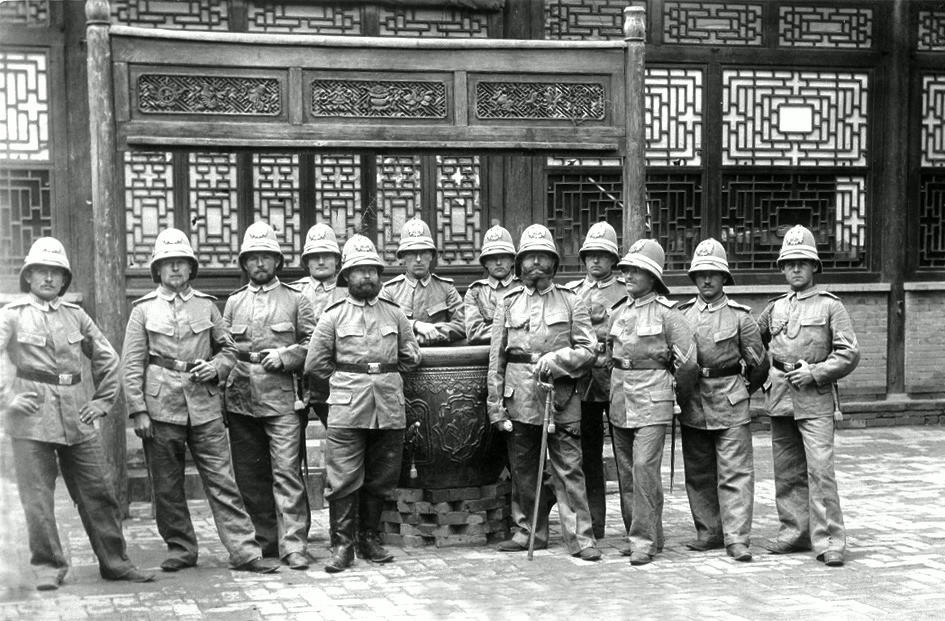
Soldaten des Ostasiatischen Expeditionskorps im September 1900 in Tientsin.

Zu Beginn des Boxeraufstandes gelang es einer alliierten Streitmacht unter Sir Edward Hobart Seymour im Juni 1900 zunächst nicht, Peking zu erreichen, wo das Gesandtschaftsviertel von den Aufständischen belagert wurde. Daraufhin beschlossen die Vereinigten Staaten, das Deutsche Reich, Großbritannien, Frankreich, Italien, Japan und das Russische Reich die Entsendung einer gemeinsamen Streitmacht nach China.
In Deutschland wurde zu diesem Zweck am 3. Juli 1900 das Ostasiatische Expeditionskorps in einer Stärke von ca. 19.000 Mann, 861 Geschütze unter Generalleutnant Emil von Lessel aus Freiwilligen aufgestellt. Durch die alliierten Kontingente erhöhte sich die Zahl der Soldaten auf 64.000 Mann.
Am 12. August 1900 wurde Generalfeldmarschall Alfred von Waldersee zum Oberbefehlshaber bestimmt. Dieser übernahm am 27. September 1900 das Kommando. Zur Führung dieser Streitmacht wurde ihm ein Stab beigegeben, der als „Armeeoberkommando in Ostasien“ bezeichnet wurde. Peking war allerdings bereits am 14. August 1900 eingenommen worden, sodass die eigentliche Bestimmung der Armee hinfällig wurde. Sie unternahm nunmehr Expeditionen zur Bekämpfung der Boxer im Landesinneren und Strafunternehmungen. Die Truppen wurden über ein halbes Jahr in China eingesetzt, bevor am 17. Mai 1901 durch kaiserlichen Befehl sowohl das deutsche Ostasiatische Expeditionskorps als auch das Armee-Oberkommando aufgelöst wurden. Ihr Nachfolger wurde die Ostasiatische Besatzungs-Brigade.

## Organisation
Obwohl die Truppen multinational waren, blieb das Armeeoberkommando eine deutsche Kommandobehörde. Zur Unterstützung Waldersees fungierte Generalmajor Julius von Groß gen. von Schwarzhoff als Generalstabschef und Generalmajor Georg von Gayl als Generalquartiermeister. Zum engeren Stab des Armeeoberkommandos gehörten des Weiteren acht Generalstabsoffiziere und elf Adjutanten. Zur Koordinierung der militärischen Planungen und Operationen gehörten dem Armeeoberkommando sechs Vertreter der jeweiligen militärischen Kontingente an. Ansonsten folgte der Aufbau des Kommandos demjenigen eines typischen Armeeoberkommandos des Deutschen Kaiserreiches.

## Bekannte Angehörige
Die unten aufgeführten Personen werden mit dem Rang angegeben, dem sie zum Zeitpunkt der Wirkungszeit im Armeeoberkommando trugen.

### Heer
- Oberst Maximilian Yorck von Wartenburg
- Oberstleutnant Hans von Boehn
- Oberstleutnant Erich von Gündell
- Major Ludwig von Gebsattel
- Major Erich Freyer
- Hauptmann Otto Löffler
- Hauptmann Günther von Etzel
- Hauptmann Werner von Frankenberg und Proschlitz
- Rittmeister Friedrich Ritter und Edler von Rogister

### Kaiserliche Marine
- Kapitän zur See Guido von Usedom
- Fregattenkapitän Adolf Paschen
- Kapitänleutnant Wilhelm Sthamer